# インターコンチネンタルホテルズグループ

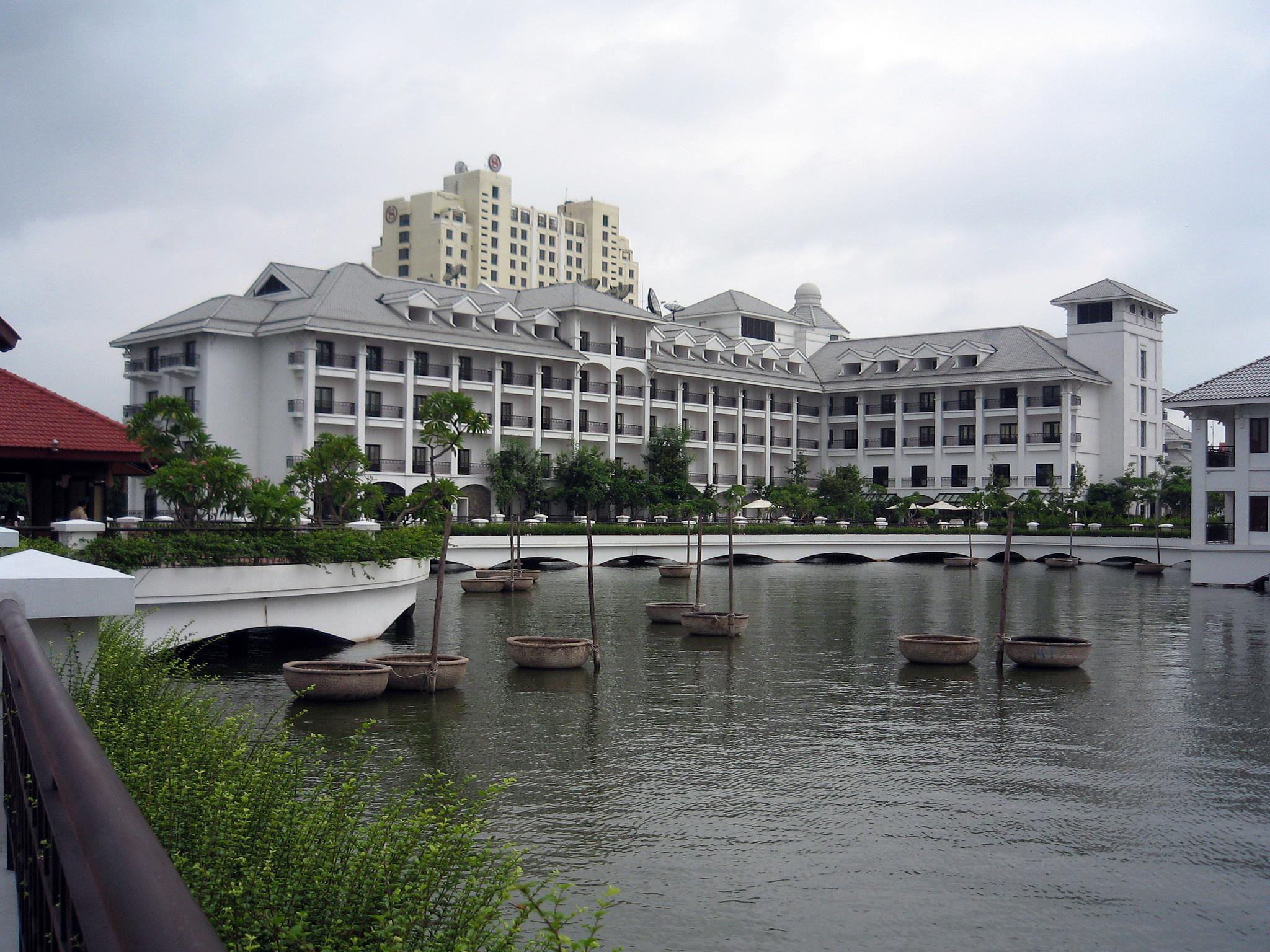
インターコンチネンタルホテル（ベトナム・ハノイ）

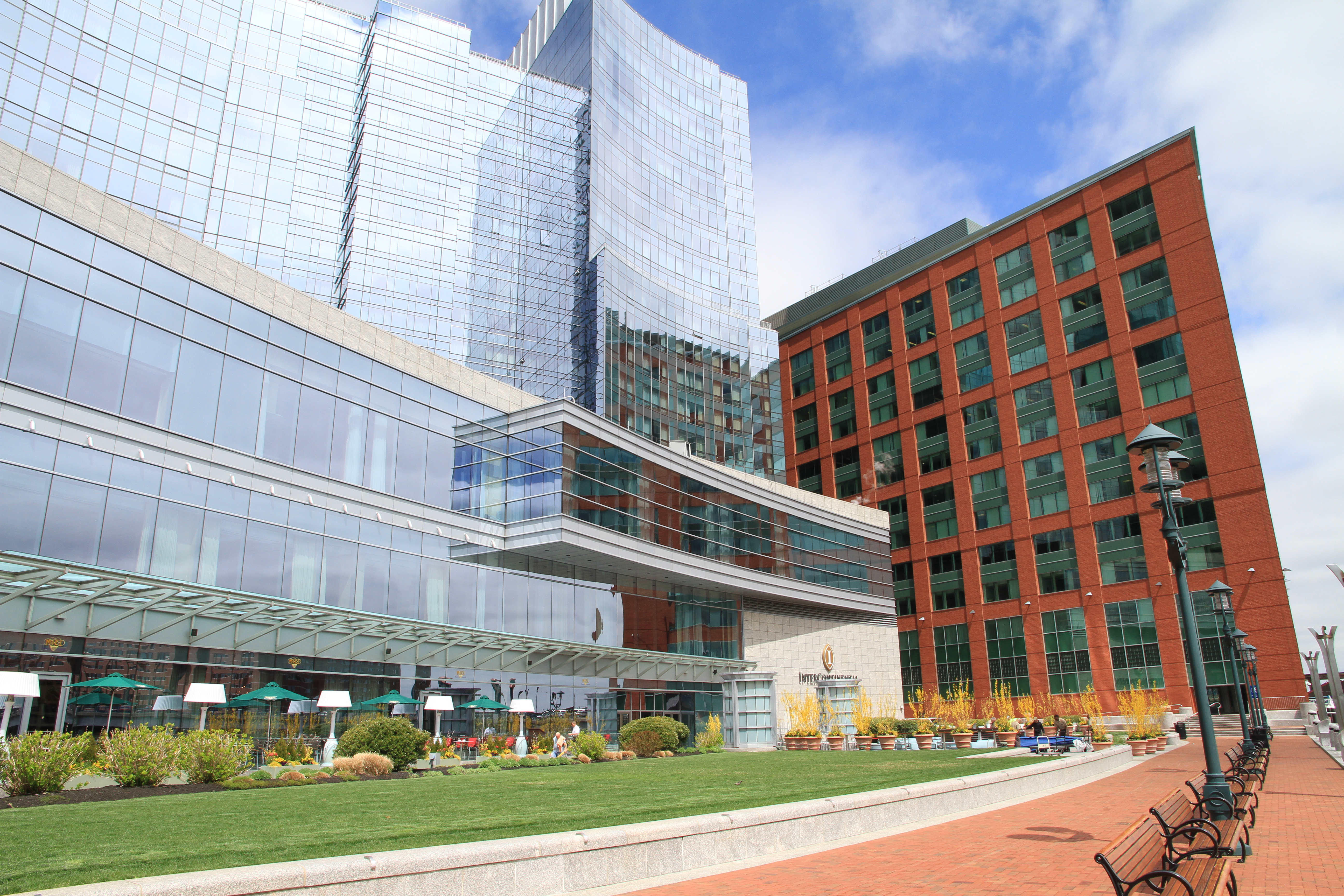
インターコンチネンタルホテル（アメリカ合衆国・ボストン）

インターコンチネンタルホテルズグループ（英: InterContinental Hotels Group PLC、LSE: IHG、NYSE: IHG）は、イギリスに本部を置く多国籍ホテルグループである。世界100カ国以上で、インターコンチネンタル、ホリデイ・イン、クラウンプラザなど複数のブランドで5,900軒以上のホテルを運営している。総部屋数が世界最多のホテル運営会社。ほとんどのホテルが独立して所有、運営されている。

## 沿革
グループ名称となっているインターコンチネンタルホテルは、1946年にパンアメリカン航空傘下のホテルグループとして設立され、翌年にはブラジルで最初のホテルが開業した。ホテルの経営方式は主にフランチャイズ形式を取っていて、本部で所有・経営しているホテルは少ない。
パンアメリカン航空の経営難により、インターコンチネンタルホテルチェーンは、1981年にグランドメトロポリタングループ（現ディアジオ）に売却された。その後1988年には、日本のセゾンコーポレーションが2880億円で買収契約を結び西友の子会社とした。
しかし1997年にはセゾングループ全体が経営難に陥り、すでにホリディイン・チェーンを買収していたイギリスのバス・ホテルズに1998年2月に3654億円で売却された。2000年にバス・ホテルズはビール部門を分離しベルギーの大手ビール会社インターブリューに売却し、残ったホテル部門を経営の中心とし社名を「シックス・コンチネンツ」に変更した。2002年に清涼飲料水部門を分離し、社名を「インターコンチネンタルホテルズグループ」に変更した。
2006年にはANAとの合弁でIHG・ANA・ホテルズグループジャパン合同会社を設立した。
2018年3月20日 - リージェントホテルズ&リゾーツの株式51％を取得することに合意したと発表。この合意には、2026年より段階的に残り49％の株式を取得する権利も含まれている。

## 展開しているホテル・ブランド
展開しているホテル・ブランドの一覧。下記の格付けはあくまでインターコンチネンタルホテルズグループ内の格付けである。

### ラグジュアリー＆ライフスタイルコレクション
最高級ホテルおよびライフスタイルホテルのカテゴリに属するブランド。
シックスセンシズ・ホテルズ・リゾーツ・スパ
シックスセンシズホテル、エヴァソンリゾート、シックスセンシズスパを展開し、ウェルネスに着目したサービスを特徴とする。1995年にモルディブで設立され、2019年にインターコンチネンタルホテルズグループがペガサス・キャピタル・アドバイザーから3億ドルで取得した。2020年末時点で16のホテルがあり、日本では2024年4月開業のシックス・センシズ京都東山が初出店となる。
リージェント・ホテルズ＆リゾーツ
ロバート・H・バーンズなどにより1970年に創業したホテル。インターコンチネンタルホテルズグループは、2018年にリージェントホテルズ＆リゾーツの株式51％を、3900万米ドル（約41億4600万円）で取得し、傘下に加えた。日本への出店計画がある。
インターコンチネンタル・ホテルズ＆リゾーツ（InterContinental Hotels & Resorts）
最高級シティホテル、およびリゾートホテル。
キンプトン・ホテルズ&レストランツ
米国のデザイナーズホテルブランド「キンプトン・ホテルズ＆レストランツ」を、インターコンチネンタルホテルズグループが2017年に4億3千万ドル（約500億円）で買収。日本には、2020年キンプトン新宿東京として初進出。
ホテルインディゴ (Hotel Indigo)
デザイナーズホテルブランド。アメリカ、ヨーロッパの他、アジア地区にも展開を始めている。
ヴィニェット・コレクション（Vignette Collection）
独立系ホテル。日本では2025年に改装完了したリーガロイヤルホテル大阪 ヴィニェットコレクション（2023年6月加盟）が同コレクションの日本第一号店となった。

### プレミアムコレクション
高級ホテルのカテゴリに属するブランド。
vocoホテルズ
華邑ホテルズ＆リゾーツ（HUALUXE Hotels and Resorts）
中国人旅行客をターゲットとしたホテルブランド。2012年3月18日に発表された。
クラウンプラザ・ホテルズ＆リゾーツ（Crowne Plaza Hotels & Resorts）
高級シティホテル
EVENホテルズ (EVEN Hotels)
宿泊客の「健康」を重視したブランドで、2012年2月28日に発表された。

### エッセンシャルコレクション
中級～低価格クラスのカテゴリに属するブランド。
ホリデイ・イン エクスプレス（Holiday Inn Express）
北米以外で "Express by Holiday Inn" として知られる低価格ビジネスホテル＆モーテル。必ず朝食が付く事が特徴。
ホリデイ・イン・ホテルズ＆リゾーツ（Holiday Inn Hotels & Resorts）
一般的なシティホテルとビジネスホテル、およびリゾートホテル。北米大陸ではモーテルも多い。
avidホテルズ（avid hotels）
ガーナーホテル（Garner Hotel）
IHGの新ミッドスケールブランド。

### スイーツコレクション
長期滞在に重きを置いたホテルが属するブランド。
Atwellスイーツ
ステイブリッジ・スイーツ（Staybridge Suites）
キャンドルウッド・スイーツ（Candlewood Suites）
上記2チェーンは基本的にキャンプ地帯に設置された長期滞在型の施設であり、部屋は基本的にスイート（複数の部屋が用意された部屋の形式）となっている。
ホリデイ・イン・クラブ・バケーションズ（Holiday Inn Club Vacations）

## 日本での展開
かつてはセゾングループ傘下になっていたこともあるほか、複数のホテルがフランチャイズ契約を結んでいた。

### IHG・ANA・ホテルズの設立
2006年10月には、日本の航空会社の全日本空輸 (ANA) が傘下にあった「全日空ホテルズ」事業を整理し、経営資源を本業へ集中させることを狙いに、ANAとIHGによる合弁事業として「IHG・ANA・ホテルズグループジャパン合同会社」と、その中間持株会社「IHG・ANAホテルズホールディングス株式会社」の設立を発表。全日空ホテルズの運営統括会社であるANAホテルズマネジメントなどを吸収合併させ「IHG・ANA・ホテルズ」が設立された。
これにより全日空ホテルズ所属ホテルは、インターコンチネンタルホテルグループの経営支援を受けることと、全日空ホテルブランドとインターコンチネンタルホテルズブランドの併用に移ることが決まり、まず東京全日空ホテルが「ANAインターコンチネンタルホテル東京」、ストリングスホテル東京が「ストリングスホテル東京インターコンチネンタル」にそれぞれリブランドされた。また、大阪全日空ホテルや金沢全日空ホテルなどは、「ANAクラウンプラザホテル大阪」、「ANAクラウンプラザホテル金沢」などにそれぞれリブランドされた。「ANAクラウンプラザホテル松山」（旧：松山全日空ホテル）をもって全ホテルのリブランドを完了。

### パノラマ・ホテルズ・ワンの設立
2007年にはANAが所有する全日空ホテルの不動産全てをモルガン・スタンレーの特定目的会社へ売却。モルガン子会社で新神戸オリエンタルホテルなどアジアで買収したホテルの運営にあたるパノラマ・ホスピタリティ傘下にパノラマ・ホテルズ・ワンを設立させ、モルガン所有となったANA-IHGホテルズの運営を受託させている。
パノラマ・ホテルズ・ワン運営の全日空ホテルズの殆どは「ANAクラウンプラザホテル」にリブランドされたが、当初より別資本経営で全日空ホテルズへ運営委託されている施設は順次ANAホテルグループを脱退している。

### インターコンチネンタルホテル
ヨコハマグランドインターコンチネンタルホテル
1991年開業。横浜市西区みなとみらいの国際展示場「パシフィコ横浜」に併設するホテル。
ヨコハマはカタカナ。開業時の英文名称は「Yokohama Grand InterContinental Hotel」であったが、現在は「InterContinental Yokohama Grand」となっている。
インターコンチネンタル横浜Pier 8（ピアエイト）
2019年開業。横浜市中区新港の客船ターミナル複合施設「横浜ハンマーヘッド」内に開設しているホテル。
ホテルインターコンチネンタル東京ベイ
1995年開業。開業時の英文名称は「Hotel InterContinental Tokyo Bay」であったが、インターコンチネンタルのグローバルな命名方針変更により「Hotel」を除き、現在は「InterContinental Tokyo Bay」となっている。日本名には現在も「ホテル」を含む。
インターコンチネンタルホテル大阪
2013年6月5日開業。大阪駅北にある大阪駅北地区のグランフロント大阪北館タワーCに位置している。215室のホテルフロアと57室のサービスレジデンスと呼ばれる長期滞在者向けのサービスアパートメントを備える。
インターコンチネンタル札幌
札幌市中央区の中島公園地区に2025年10月1日開業予定

### ホテルインディゴ
ホテルインディゴ箱根強羅
2020年開業。神奈川県足柄下郡箱根町の早川沿いに開設されたリゾートホテル。
ホテルインディゴ軽井沢
2022年開業。長野県北佐久郡軽井沢町の国道18号・群馬県道・長野県道43号下仁田軽井沢線沿いに開設されたリゾートホテル。
ホテルインディゴ犬山有楽苑
2022年開業。愛知県犬山市の名城・犬山城の麓にある旧名鉄犬山ホテル跡地に開設されたリゾートホテル。

### 旧全日空ホテルズ
IHG・ANAの共同ブランド（パートナー）ホテル。旧全日空ホテルについては代表的なホテルのみ列挙し、それ以外はIHG・ANA・ホテルズグループジャパンを参照。
ANAインターコンチネンタルホテル東京
英文名称は「ANA InterContinental Tokyo」。2007年3月31日までの名称は「東京全日空ホテル」。六本木に程近い都心に位置しながら館内のレストランが和洋中とそれぞれ充実し、欧米系のビジネス客にも好まれる。日本のANAインターコンチネンタルの中でも非常に格式の高いホテルとじて位置づけられる。
ストリングスホテル東京インターコンチネンタル
英文名称は「The Strings by InterContinental Tokyo」。2007年5月19日までの名称は「ストリングスホテル東京」。
ANAクラウンプラザホテル大阪
英文名称は「ANA Crowne Plaza Osaka」。1984年に「大阪全日空ホテル・シェラトン」として開業したが、1995年にシェラトンと提携を解除し、2008年9月30日まで「大阪全日空ホテル」として営業していた。
2025年10月15日に閉館予定。
以下のホテルは「IHG・ANAホテルズ」発足後にグループ入りしたホテルである。
ANAクラウンプラザホテル新潟
1963年に「ホテル新潟」として開業。2008年12月1日に現名称へリブランドされた。
ANAクラウンプラザホテル神戸
1988年に「新神戸オリエンタルホテル」（オリエンタルホテルグループ）として開業し、2006年12月に「クラウンプラザ神戸」となった。2010年1月20日に現名称へリブランド。
ANAホリデイ・イン仙台
2001年に「ホリデイ・イン仙台」として開業。2010年7月1日に現名称へリブランド。
ANAホリデイ・イン リゾート宮崎
1996年に「青島パームビーチホテル」として開業。2013年7月16日に現名称へリブランド。
ANAホリデイ・イン金沢スカイ
1973年に「金沢スカイホテル」として開業。2014年3月1日に現名称へリブランド。
ANAホリデイ・イン札幌すすきの
1975年に「ホテルサンフラワー札幌」として開業。2004年に「ラマダホテル札幌」に改称し、2014年4月21日に現名称へ再度リブランド。
ANAインターコンチネンタル別府リゾート&スパ
2019年8月1日開業。別府八湯の1つである明礬温泉近くの高台に開業のホテル。89室を備え、インフィニティプールや露天風呂、温泉施設などを備えたラグジュアリーリゾート。
ANAホリデイ・インリゾート信濃大町くろよん
1965年に「くろよんホテル」として開業。1988年7月に「くろよんリーガロイヤルホテルホテル」に改称し、2020年7月1日に現名称へ再度リブランド。
ANAクラウンプラザホテル秋田
1984年に「秋田ビューホテル」として開業。2021年4月30日に「秋田ホテル」に改称後、同年12月1日より現名称へ再度リブランド。
ANAクラウンプラザホテル安比高原リゾート
1985年に「ホテル安比グランド」として開業。2021年12月16日に現名称へリブランド。
ANAホリデイ・イン安比高原リゾート
2021年12月16日に現名称へリブランド。「安比ヒルズ白樺の森」と「安比高原温泉ホテル」を前身とし、リブランドに当ホテルに統合された。
ANAインターコンチネンタル安比高原リゾート
2022年2月25日開業。安比高原に開業したラグジュアリーホテル。上記の2つのホテルとは異なり、新規に建設された。

### 過去に営業・提携していたホテル
ホテルメトロポリタン（池袋）
海外顧客に対してのみクラウンプラザのブランド利用を許諾されていた。英文名称は「Crowne Plaza Hotel Metropolitan-Tokyo」。ワールドホテルズへの加盟に伴い、2009年3月31日限りで脱退。
京王プラザホテル
1972年から2003年までインターコンチネンタルホテルチェーンに加盟。現在は脱退。海外顧客に対してのみインターコンチネンタルのブランド利用を許諾されていて、英文名称においてのみ「Keio Plaza InterContinental Tokyo」と名乗っていた。
ホテルオークラ（東京）
1964年から1972年までインターコンチネンタルホテルチェーンに加盟。なお、系列のホテルオークラアムステルダム（オランダ）も1971年から1982年までインターコンチネンタルに加盟していた。

#### ホリデイ・イン
かつては横浜、水戸、成田、豊橋、京都、大阪、泉佐野、高知に存在したが、下記の通りホリディ・インとしての営業を終了した。
ホリデイ・イン横浜
1981年9月15日開業、2003年3月31日、フランチャイズ契約終了。2003年4月1日よりローズ ホテル横浜。
ホリデイ・イン水戸
2010年12月31日、フランチャイズ契約終了。2011年1月1日よりプレジデントホテル水戸。
ホリデイ・イン東武成田
2010年12月31日、フランチャイズ契約終了。2011年1月1日より成田東武ホテルエアポート。
ホリデイ・イン豊橋
2000年フランチャイズ契約終了。ホテル日航豊橋を経てローンスターグループに売却。現在はロワジールホテル豊橋。
ホリデイ・イン京都
2010年12月31日、フランチャイズ契約終了。2011年1月1日よりホテルアバンシェル京都
ホリデイ・イン南海大阪
ホテルリーヴァ南海に改称後、オリックスグループに売却されホテルリーヴァ心斎橋を経て、現在はクロスホテル大阪。
ホリデイ・イン関西空港
ラマダ関西空港を経て、現在はベルビューガーデンホテル関西空港。
ホリデイ・イン高知
2010年1月31日、フランチャイズ契約終了。現在はサザンシティホテル。

#### ホリデイ・イン・エクスプレス
かつて長野、新神戸に存在したが、2010年末をもって日本から一時撤退した後、2021年12月にホリデイ・イン エクスプレス大阪シティセンター御堂筋がオープンし、日本展開を復活した。
ホリデイ・イン エクスプレス長野
2010年11月30日、フランチャイズ契約終了。2010年12月1日よりチサングランド長野。
ホリデイ・イン エクスプレス新神戸
2010年12月31日、経営会社クラウンエンタープライズとのマネジメント契約終了。2011年1月1日以降、ホテルは閉鎖。